# Rozjezdy pro hvězdy
Rozjezdy pro hvězdy jsou cyklus hudebně-zábavních pěveckých soutěží na TV Nova. V letech 1997 až 2003 se vysílalo 84 dílů, pořady uváděl Karel Šíp, režíroval Petr Soukup, scénář psali Karel Šíp a Petr Soukup. Dramaturgy byli Radan Dolejš dr. Jan Czech. V cyklu Rozjezdy pro hvězdy se jako vítězové soutěže a pozdější skutečné hvězdy prvně představili široké televizní veřejnosti Aneta Langerová, Vlasta Horváth, Jana Fabiánová, Lucie Černíková, Vendula Příhodová, Robert Papoušek a další.
V cyklu účinkovala prakticky celá špička české populární hudby, například Karel Gott, Ilona Csáková, Daniel Hůlka, Petr Muk, Kamil Emanuel Gott, Petr Poláček, Kateřina Brožová, Pavel Vítek, Bára Basiková, Janek Ledecký, Marcela Březinová, Oldřich Říha, Petr Janda, Věra Martinová, Kamil Střihavka, Ondřej Hejma, David Koller, Michal Dvořák, Michal David, Helena Vondráčková, Vilém Čok, Leona Machálková, Josef Vojtek, Aleš Brichta, Iveta Bartošová, Ondřej Havelka, Daniel Nekonečný, Ladislav Křížek, Miloš Pokorný, Roman Ondráček, František Nedvěd, Jiří Korn, Marie Rottrová, Pavel Bobek a  Zdeněk Hříbal. Ze zahraničních hostů to byli například Ricky Martin a TATU.